# Stuschyzja
Stuschyzja (ukrainisch Стужиця; russisch Стужица Stuschiza, slowakisch Stará Stužica / Nová Stužica, ungarisch ab 1910 Patakófalu / Patakújfalu – vorher Ósztuzsica / Újsztuzsica) ist ein Dorf im Nordwesten der ukrainischen Oblast Transkarpatien im Dreiländereck Slowakei–Polen–Ukraine mit etwa 1000 Einwohnern (2006).
Das im Jahre 1559 gegründete Dorf lag bis Juni 2020 im Westen des Rajon Welykyj Beresnyj 21 km nordöstlich ehemaligen vom Rajonzentrum Welykyj Beresnyj und 72 km nordöstlich vom Oblastzentrum Uschhorod. 1966 wurden die bis dahin verwaltungstechnisch getrennten Orte Stara Stuschyzja und Nowa Stuschyzja zum heutigen Ort vereinigt.
Am 12. Juni 2020 wurde das Dorf ein Teil neu gegründeten Landgemeinde Stawne im Rajon Uschhorod; bis dahin bildete es die Landratsgemeinde Stuschyzja (Стужицька сільська рада/Stuschyzka silska rada) im Westen des Rajons Welykyj Beresnyj.
Nördlich von Stuschyzja liegt der Kremenez, ein 1221 Meter hoher Berg der Waldkarpaten innerhalb des Naturparks Stuschyzja-Uschok, einem 1908 gegründeten, 2532 Hektar großen Rotbuchenreservat mit Zwergbuchenwäldern. Der Naturpark zählt zu den Buchenurwäldern in den Karpaten, einem UNESCO-Welterbe. Im Dorf befinden sich die ältesten und größten Eichen in der Ukraine.